# Al-Darbasiyah
Al-Darbasiyah (tiếng Ả Rập: الدرباسية, tiếng Kurd: Dirbêsiyê, tiếng Syriac cổ điển: ܕܪܒܐܣܝܐ) là một Syria thị trấn trên Syria - Thổ Nhĩ Kỳ biên giới đối diện với thị trấn Thổ Nhĩ Kỳ Senyurt. Về mặt hành chính, đây là một phần của Tỉnh Al-Hasakah. Theo Cục Thống kê Trung ương Syria (CBS), al-Darbasiyah có dân số 8,551 trong cuộc điều tra dân số năm 2004. Đây là trung tâm hành chính của một nahiyah ("cấp dưới") bao gồm 113 địa phương với dân số kết hợp 55.614 vào năm 2004. Phần lớn cư dân của thị trấn là người Kurd với một người Ả Rập lớn và một nhóm thiểu số Assyria nhỏ hơn.
Nó được kết nối bằng đường bộ đến Tell Beydar ở phía nam.
Vào ngày 22 tháng 7 năm 2012, trong cuộc Nội chiến Syria, lực lượng YPG đã kiểm soát thị trấn, sau khi các đơn vị an ninh và chính trị rút khỏi nó, sau tối hậu thư do người Kurd ban hành. Thị trấn đã nằm dưới sự kiểm soát của người Kurd kể từ đó.